# إيرين هندرسون
إيرين هندرسون (بالإنجليزية: Erin Henderson) هو لاعب كرة قدم أمريكية أمريكي، ولد في 1 يوليو 1986 في أبردين في المملكة المتحدة.

## وصلات خارجية
- إيرين هندرسون على موقع مرجع كرة القدم المحترفة.كوم (الإنجليزية)